# Lego (juguete)

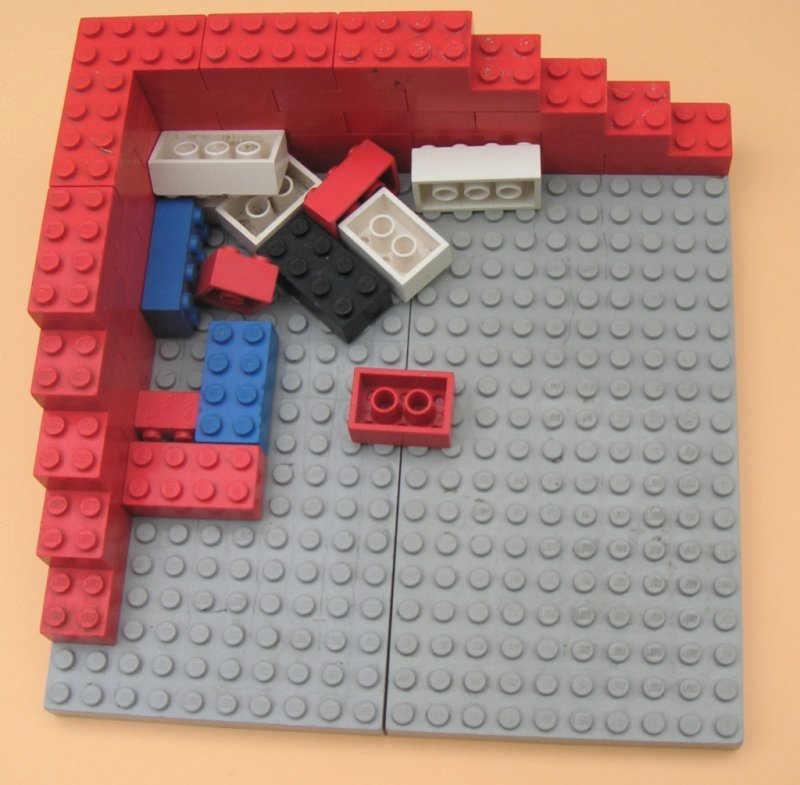
Ejemplo de construcción con ladrillos lego.

LEGO es un juego de construcción fabricado por el Grupo Lego, una empresa privada con sede en Billund (Dinamarca). Su nombre es un acrónimo formado por dos palabras danesas, leg godt (jugar bien). Desde 2021 Grupo Lego es considerada como una de las compañías de juguetes más grande del mundo pues ocupa la tercera posición a nivel mundial.
El producto estrella de dicha compañía son los famosos LEGO, un producto que consiste en ladrillos de plástico de colores que permiten ser entrelazados entre sí gracias a los pequeños tubos que los componen, por lo que las piezas LEGO se pueden ensamblar y conectar de muchas maneras para construir objetos, incluidos vehículos, edificios y robots de trabajo; un sinfín de posibilidades de construcción, además todo lo construido se puede volver a desmontar y las piezas se pueden reutilizar para hacer cosas nuevas.
Este juguete además de ser un ícono del entretenimiento de grandes y pequeños, es considerado como una de las mejores herramientas autodidactas para infantes, ya que fomenta su desarrollo psicológico y creativo. 
El Grupo Lego comenzó a fabricar los ladrillos de juguete entrelazados en 1949. Bajo la marca se han desarrollado películas, juegos, concursos y hasta ocho parques de atracciones Legoland. 
Según cálculos matemáticos, hay 915 millones de maneras de combinar un ladrillo LEGO. Existen 9000 piezas diferentes, disponibles en 58 colores.

## Historia

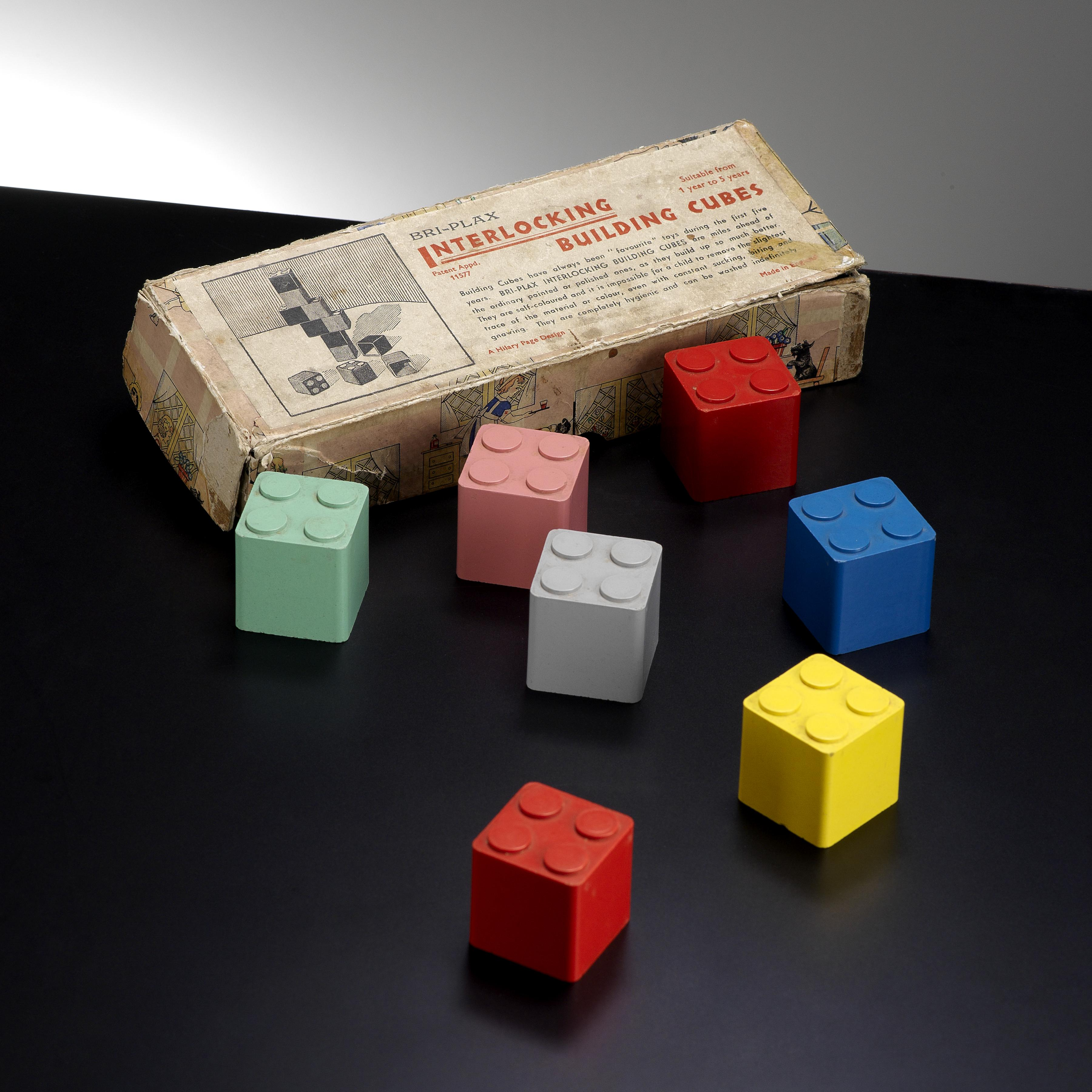
"Cubos de construcción encastrables" en la página de Hilary Fisher de 1939

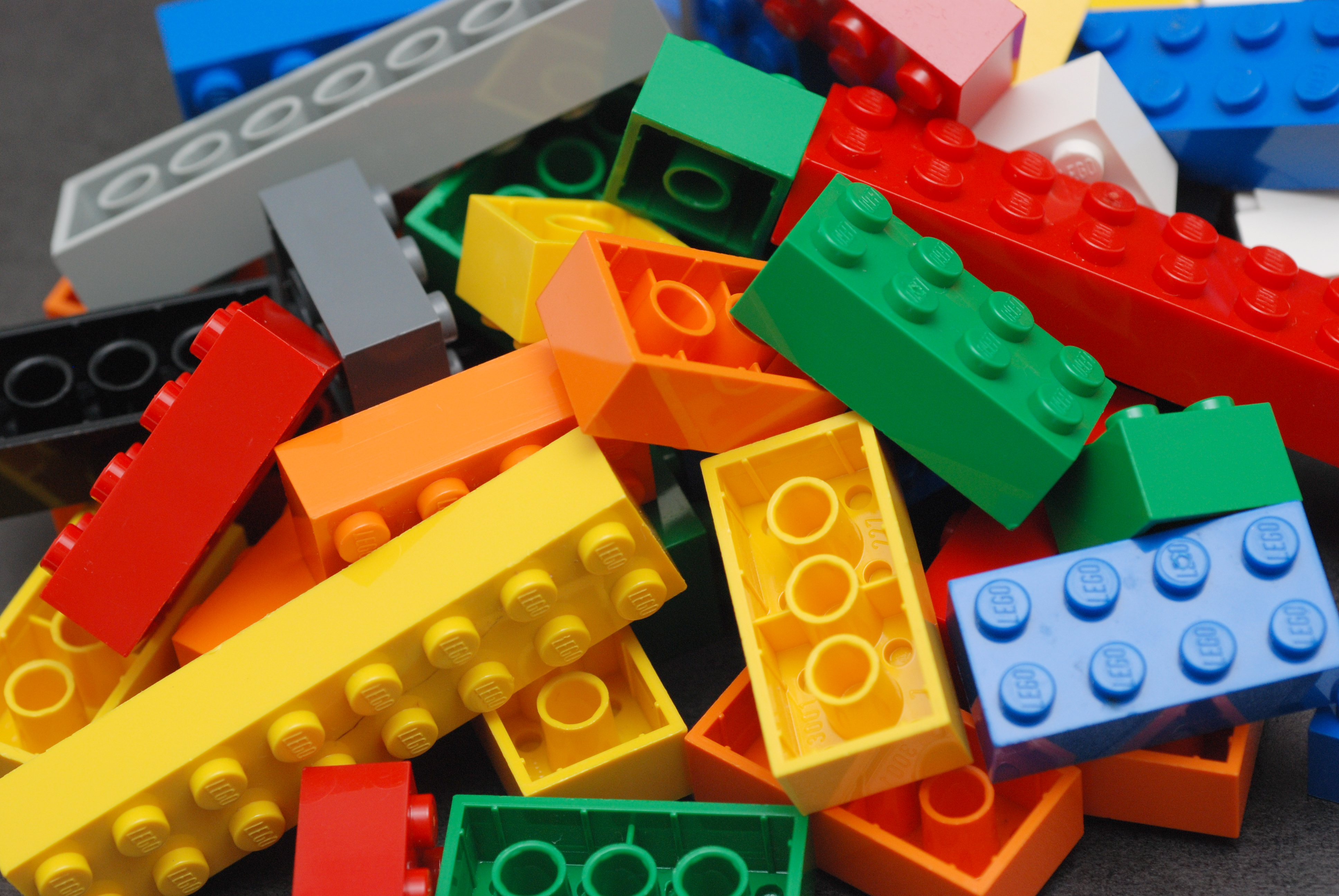
Ladrillos Lego

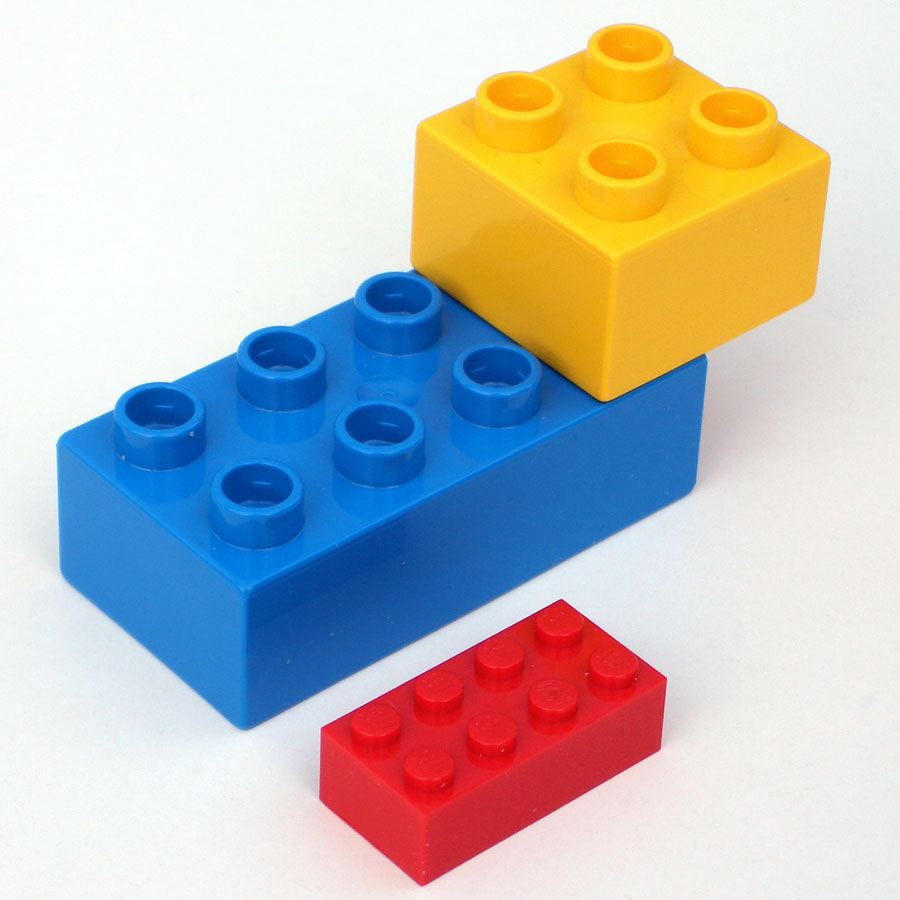
Comparación de dos ladrillos Lego Duplo con un ladrillo estándar

El Grupo Lego comenzó en el taller de Ole Kirk Christiansen (1891-1958), un carpintero de Billund, Dinamarca, que comenzó a fabricar juguetes de madera en 1932. En 1934, su empresa pasó a llamarse "Lego", nombre derivado de la frase danesa leg godt [lɑjˀ ˈkʌt], que significa "jugar bien". En 1947, Lego se expandió para comenzar a producir juguetes de plástico. En 1949 Lego comenzó a producir, entre otros productos nuevos, una versión temprana de los ahora familiares ladrillos entrelazados, llamándolos "Bloques de Encastre Automático". Estos ladrillos se basaron en Kiddicraft Self-Locking Bricks, que había sido patentado en el Reino Unido en 1939 y lanzado al mercado en 1947. Lego había recibido una muestra de los ladrillos Kiddicraft del proveedor de una máquina de moldeo por inyección que habían comprado. Los ladrillos, originalmente fabricados a partir de acetato de celulosa, fueron un desarrollo de los tradicionales bloques de madera apilables de la época.
El lema del Grupo Lego, "sólo lo mejor es suficientemente bueno" (en danés: det bedste er ikke para godt , literalmente "lo mejor no es excesivamente bueno") fue creado en 1936. Este lema, que es que todavía se utiliza hoy en día, fue creado por Christiansen para animar a sus empleados a no escatimar nunca en la calidad, un valor en el que creía firmemente. En 1951, los juguetes de plástico representaban la mitad de la producción de la compañía Lego, a pesar de que la revista comercial danesa Legetøjs-Tidende ("Toy Times"), que visitó la fábrica de Lego en Billund a principios de la década de 1950, sintió que el plástico nunca podría para reemplazar los juguetes de madera tradicionales. Aunque es un sentimiento común, los juguetes de Lego parecen haberse convertido en una excepción significativa a la aversión al plástico en los juguetes de los niños, debido en parte a los altos estándares establecidos por Ole Kirk.
En 1954, el hijo de Christiansen, Godtfred, se había convertido en el director gerente junior del Grupo Lego. Fue su conversación con un comprador extranjero lo que le llevó a la idea de un sistema de juguetes. Godtfred vio el inmenso potencial de los ladrillos Lego para convertirse en un sistema para el juego creativo, pero los ladrillos todavía tenían algunos problemas desde un punto de vista técnico: su capacidad de encastre era limitada y no eran versátiles.  En 1958, se desarrolló el diseño de ladrillo moderno; se necesitaron cinco años para encontrar el material adecuado, polímero ABS (acrilonitrilo butadieno estireno). El 28 de enero de 1958 se presentó una solicitud de patente para el diseño moderno de ladrillos Lego en Dinamarca, y en varios otros países en los años siguientes.
La línea de productos Duplo de Lego Group se introdujo en 1969 y es una gama de bloques simples cuyas longitudes miden el doble del ancho, la altura y la profundidad de los bloques Lego estándar y están dirigidas a los niños más pequeños.
En 1978, Lego produjo las primeras minifiguras, que desde entonces se han convertido en un elemento básico en la mayoría de los sets.
En mayo de 2011, la misión STS-134 del transbordador espacial Endeavour llevó 13 kits de Lego a la Estación Espacial Internacional, donde los astronautas construyeron modelos para ver cómo reaccionarían en microgravedad, como parte del programa Lego Bricks in Space.
En mayo de 2013, el modelo más grande jamás creado se exhibió en la ciudad de Nueva York y estaba hecho de más de 5 millones de ladrillos; un modelo a escala 1:1 de un caza X-wing. Otros registros incluyen una torre de 34 metros y un ferrocarril de 4 km.
En febrero de 2015, Lego reemplazó a Ferrari como "la marca más poderosa del mundo". Se encontraban en la posición 378 del ranking global de marcas de Brand Finances.

## Diseño

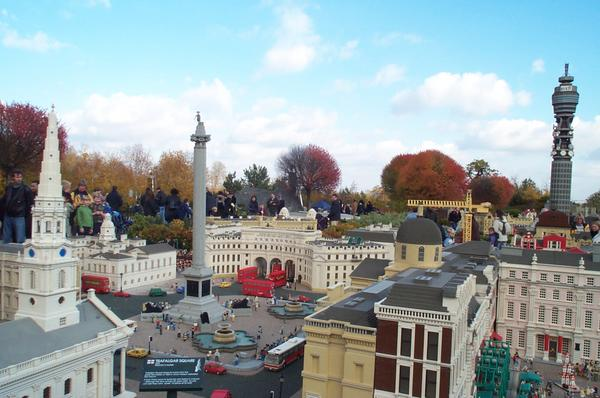
Un modelo de Trafalgar Square, Londres, en Legoland Windsor

Las piezas de Lego de todas las variedades constituyen un sistema universal. A pesar de la variación en el diseño y los propósitos de las piezas individuales a lo largo de los años, cada pieza sigue siendo compatible de alguna manera con las piezas existentes. Los ladrillos Lego de 1958 todavía se entrelazan con los fabricados en la actualidad, y los juegos de Lego para niños pequeños son compatibles con los fabricados para adolescentes. Se pueden combinar seis ladrillos de montantes de 2×4 de 915,103,765 formas.
Cada pieza de Lego debe fabricarse con un grado de precisión riguroso. Cuando se enganchan dos piezas, deben encajar firmemente, pero se pueden desmontar fácilmente. Las máquinas que fabrican ladrillos Lego tienen tolerancias tan pequeñas como 10 micrómetros.

Dimensiones de algunos ladrillos y placas Lego estándar

El concepto principal y el trabajo de desarrollo se llevan a cabo en la sede de Billund, donde la empresa emplea aproximadamente a 120 diseñadores. La compañía también tiene oficinas de diseño más pequeñas en el Reino Unido, España, Alemania y Japón, que tienen la tarea de desarrollar productos destinados específicamente a estos mercados. El período de desarrollo promedio de un nuevo producto es de alrededor de doce meses, dividido en tres etapas. La primera etapa es identificar las tendencias y desarrollos del mercado, incluido el contacto directo de los diseñadores con el mercado; algunos están estacionados en tiendas de juguetes cerca de las vacaciones, mientras que otros entrevistan a los niños. La segunda etapa es el diseño y desarrollo del producto en base a los resultados de la primera etapa. A partir de septiembre de 2008, los equipos de diseño utilizan software de modelado 3D para generar CAD, dibujos de bocetos de diseño inicial. A continuación, se crean prototipos de los diseños utilizando una máquina de estereolitografía interna. Estos prototipos se presentan a todo el equipo del proyecto para que los padres y los niños comenten y los prueben durante el proceso de "validación". Luego, los diseños pueden modificarse de acuerdo con los resultados de los grupos focales. Los modelos virtuales de productos Lego completos se construyen al mismo tiempo que se escriben las instrucciones para el usuario. Los modelos CAD completos también se utilizan en la organización más amplia, para marketing y embalaje.